# زیردریایی تیپ یو ۹۳
زیردریایی تیپ یو ۹۳ (به انگلیسی: German Type U 93 submarine) یک کلاس از زیردریایی است.